# Faïrouz
Pour les articles homonymes, voir Feyrouz (actrice) et Haddad.
Faïrouz,,,, Feyrouz ou Fayrouz (arabe : فيروز), née Nouhad Haddad, est une chanteuse  libanaise de père assyrien, et de mère maronite, née le 21 novembre 1934 au Liban, à Beyrouth. Elle est considérée comme l'une des divas de la musique arabe moderne. Son style se caractérise essentiellement par le mixage entre musique du Moyen-Orient et musique occidentale. Elle s'inspire également de la musique byzantine et maronite, du chant arabe traditionnel, de la musique symphonique, de l'Opéra, de la musique latine, et du jazz à partir des années 1980.
Sa longue carrière, ses succès internationaux et son style unique font de Fairouz « la plus grande star arabe de tous les temps ».

## Biographie
Sa famille chrétienne syriaque s’installe avec elle à Beyrouth dans le quartier de Zqaq El Blat où elle grandit. Son père, Wadi' Haddad (assyrien charpentier né à Mardin à la frontière turco-syrienne) qui a fui au Liban en raison de la menace de mort due au génocide assyrien commis par l'Empire ottoman 1914-1918 et sa mère, Liza al Boustani, la baptisent Nouhad. Son nom de scène, également transcrit Fairouz ou Fayrouz, signifie « turquoise » en arabe.
Avec les frères Rahbani, Assy et Mansour (Assy deviendra son mari), elle crée un nouveau style de musique libanaise initialement très influencé par la musique latine.
Son premier concert public a eu lieu en 1957. Elle devient très vite célèbre dans tout le monde arabe mais se fait rare pendant la guerre civile libanaise afin d’éviter d’être utilisée par un camp ou par un autre. Cette retenue lui vaut l’affection et l’intérêt du public de toutes confessions.
Depuis la fin de la guerre civile, elle travaille avec son fils Ziad Rahbani. Sa musique est de plus en plus influencée par les rythmes jazz.

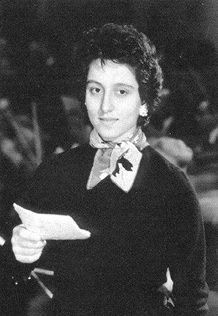
Fairouz (1957).

### Au festival de Baalbeck
Fairouz n’acquiert sa célébrité que lorsque les frères Rahbani commencent à composer pour elle au début des années 1950.
Ces années-là sont très fertiles et Fairouz s’essaye à de nombreux genres musicaux, et, avec un penchant pour la modernité et la musique occidentale, les frères Rahbani vont exceller aussi bien dans des compositions symphoniques que dans des tangos et autres danses latines.
Ceci n'est pas du goût de tous les auditeurs et critiques de l’époque habitués aux longues mélopées égyptiennes composées avec des orchestrations traditionnelles.
Mais le style des Rahbani s’impose petit à petit, et c’est en 1957 que le comité du festival international de Baalbeck, qui fête son premier anniversaire, demande aux Rahbani de préparer une «soirée libanaise» qui fera découvrir au public du festival (composés surtout d’étrangers et de Libanais intellectuellement occidentalisés, le festival se contentant jusque-là de présenter des spectacles de musique et de danses classiques et des tragédies grecques), les musiques et danses traditionnelles du Liban.
Le programme est à la hauteur des espérances et le public revient aussi nombreux, en 1959, autant pour applaudir le ballet Rambert que pour applaudir Fairouz encore une fois invitée en vedette des soirées libanaises (sachant que le festival s’est interrompu en 1958 à cause de troubles communautaires). Cependant il ne faudrait pas croire que les Rahbani présentent ce qui est communément appelé le «Folklore» : leurs compositions sont bel et bien personnelles, et quand il y a des chants folkloriques de compositeurs inconnus, les Rahbani prennent bien soin de leur donner un nouveau souffle de vie en les présentant dans des orchestrations symphoniques somptueuses, ou sur des rythmes latins.
Le spectacle de 1957 était une suite de tableaux sans véritable lien. En 1959, elle présente une opérette d’un seul acte (Al' Mouhakama — le Procès). En 1961, Fairouz revient à Baalbeck avec une superproduction, les Rahbani ayant créé une comédie musicale en 4 actes intitulée Al Ballbakieh (la Baalbakiote). Pénétrant l’univers de la mythologie, les Rahbani écrivent l’histoire d’une jeune fille dotée d’une voix envoûtante, universelle et éternelle. Fairouz chante ainsi aussi bien les mélodies andalouses que celles puisées dans la pure musique classique occidentale (la célèbre Ode à Baalbeck). Présenté à Londres et en Amérique du Sud, le spectacle, dans son côté le plus osé et le plus occidental, ne reçoit pas un accueil très chaleureux, surtout de la part de la presse britannique.
En 1962, Fairouz est de retour dans une comédie musicale, cette fois en 2 actes : Jisr el Kamar qui est le nom d’un village situé au nord du Liban et qui, traduit textuellement, signifie le pont de la Lune. Dans cette comédie musicale, où Fairouz joue le rôle d’une fille envoûtée par les djinns et qui cherche à réconcilier les habitants de deux villages voisins en guerre, en écho à la première guerre civile de l'histoire du Liban moderne, celle de 1958, la musique des deux frères Rahbani devient de plus en plus expressive et dramatique dans les passages chantés par le chœur, et plus lyrique dans les passages chantés par Fairouz.
Cette évolution va être encore plus marquée en 1963, quand les Rahbani composent Allayl wa’l Kandil (La Nuit au fanal), où Fairouz (Mantoura), jeune vendeuse de lanternes, tombe amoureuse d’un «horla» (Hawlou), qui trahit sa confiance, et qui est représentée au théâtre du Casino du Liban ainsi qu’à la foire internationale de Damas.
En 1964, au festival des Cèdres, la pièce qui sera l’année suivante le premier film dirigé par Youssef Chahine, Bayya’a el khawatim (Le Vendeur de bagues) raconte l'histoire d’une jeune orpheline fataliste (Fairouz) prise dans les  mensonges d’un oncle mythomane. Au Liban, on parle désormais du «théâtre des Frères Rahbani»: le théâtre musical libanais né de rien, se développe à une vitesse vertigineuse.
En 1966, Fairouz et les frères Rahbani, au festival de Baalbeck toujours, se produisent avec cette fois une fiction historique: Ayyam Fakhreddine — Du temps de Fakhr-al-Din. Tout est dans le titre : Otr-Ellayl (Fairouz) se veut la conscience fictive d’un peuple qui attend que son souverain le protège et fasse de lui un peuple indépendant (Fakhr-al-Din  est un émir qui régna sur la montagne libanaise au XVIIe siècle),.

### À Beyrouth

#### Les débuts de l'aventure urbaine
Fairouz ne se produit pas à Beyrouth avant 1967, excepté un passage furtif au théâtre du Capitole en 1962: elle présenta un programme de variétés et une mini-opérette de 20 minutes glorifiant l’armée libanaise qui venait de faire face à une tentative de coup d’État.
En 1967, un théâtre ouvre ses portes en plein cœur du Hamra, quartier le plus intellectuel et cosmopolite de Beyrouth : le théâtre Piccadilly. Fairouz et les Rahbani y furent invités et présentèrent leur dernière production : Hala wel Malik (Le Roi et Hala), une comédie musicale de « masques et bergamasques », où les passages récitatifs sont presque inexistants Le succès est fulgurant et la pièce est reprise en été de la même année au festival des Cèdres et en automne à la foire internationale de Damas.
En 1967 sort également la deuxième production cinématographique des Frères Rahbani, Safar barlek (L’Exil), dont la trame se passe pendant l’occupation ottomane du Liban et la résistance qui s’exacerba en 1914 lorsque le sultanat prit des mesures drastiques contre la population libanaise. Ce film fut suivi d’un autre, Bint El Hariss (la Fille du Garde), tous deux dirigés par Henri Barakat. Il sort en 1968 dans un registre léger et traite les questions délicates du chômage et de l’adultère dans un petit village où rien ne peut rester secret.

#### 1967, un tournant politique et artistique
1967, l'année de la défaite des armées arabes face à Israël, sonna le glas de l'insouciance et de la frivolité du mouvement théâtral libanais - y compris pour les frères Rahbani. La « dolce vita » libanaise n'était plus de mise, momentanément du moins.

En 1968, Fairouz monte sur les planches en Syrie avec les frères Rahbani dans Ash-shakhs (Son Excellence) qui est le premier volet d’une trilogie satirique (avec Yaiche Yaiche et Sahh Ennom en 1970) de la bureaucratie et la politique des régimes arabes de l’époque. En 1969, la pièce fut jouée pendant près de trois mois au théâtre Piccadilly. L’été de la même année les frères Rahbani composèrent une comédie musicale épique pour le festival de Baalbeck, Jibal As-sawan (Les Montagnes de silex).

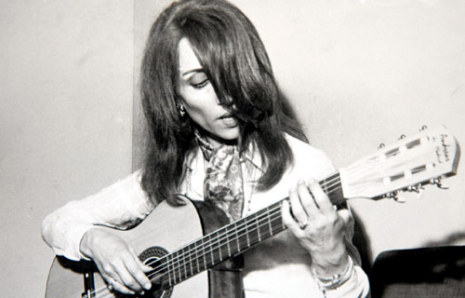
Fairouz dans les années 1970.

L'année 1970 fut une année particulièrement riche : les Rahbani composèrent deux comédies musicales, Yaiche Yaiche (Longue vie à sa majesté) et Sahh En-nom (Bon réveil à vous !). La première, présentée au théâtre Piccadilly de Beyrouth en hiver, est une satire grinçante de l’instabilité politique du Liban et de tout le Proche Orient. En Syrie, les Rahbani montèrent Sahh En-nom, une comédie musicale tout aussi grinçante et absurde, dans laquelle le gouverneur ne fait que dormir et les citoyens que pâtir.
En 1971, les frères Rahbani composèrent Nass Min Warak (Gens de papier), une comédie musicale « mise en abîme » puisqu’elle avait elle-même pour sujet l'histoire d'une troupe de chanteurs et de danseurs ayant à leur tête Maria (Fairouz). La première fut donnée à la foire internationale de Damas en septembre 1971 et au Piccadilly de Beyrouth en février 1972.
Pendant l’été 1972, les frères Rahbani présentèrent Natourit al Mafatih (La Gardienne des Clés) avec Fairouz au festival de Baalbeck. Il s'agit d'une comédie noire où un peuple opprimé choisit la résistance passive : tout le monde fuit le royaume de Sira sauf Zad-El-Khayr (Fairouz) qui reste seule face au tyran. Après les représentations à Baalbeck, ce fut le tour de Damas. À la fin de la saison, Fairouz, épuisée, est hospitalisée dans une clinique de Beyrouth. Quelques jours plus tard, son mari et compositeur fétiche Assy Rahbani est lui aussi hospitalisé victime d'un accident cardio-vasculaire cérébral.

### La maladie et la séparation

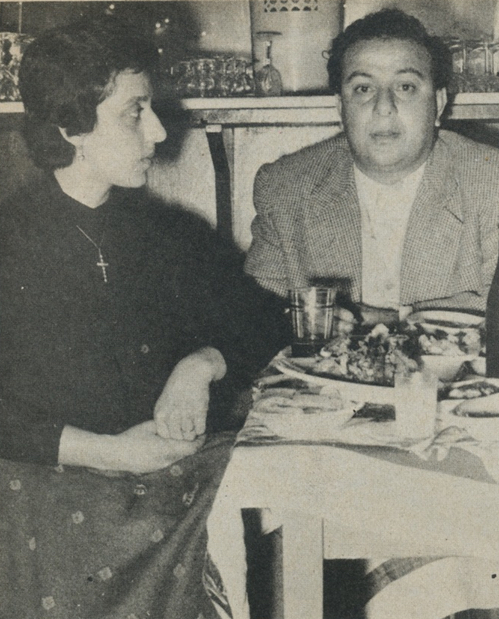
Fairouz et son mari Assy Rahbani (1955).

Plusieurs interventions chirurgicales furent nécessaires à Assy Rahbani. Son état n'étant pas jugé satisfaisant, il fut transporté à Paris à bord du jet privé du président syrien de l’époque Hafez el Assad pour recevoir les soins nécessaires. Son état physique s'améliora, mais son cerveau ayant été endommagé, Assy Rahbani était devenu pseudo-amnésique. Néanmoins il composa de nouveau et sa première mélodie fut Layali El Chimal El Hazini (Les Tristes Nuits) pour Fairouz qui la chanta en ouverture de la comédie musicale Al-Mahatta (La Gare) au théâtre Piccadilly en février 1973, une comédie aux mélodies grinçantes et mélancoliques qui vit naître la première composition de Ziad Rahbani pour sa mère : Sa’alouni En-Nas (Les gens m'ont demandé). Le spectacle fut dédié à Assy Rahbani, toujours hospitalisé à Paris le jour de la première. Son frère cadet, Elias Rahbani, prit la baguette du chef d’orchestre.
En été 1973, un spectacle de variétés fut monté à Baalbeck, Qasidet Hobb (Poème d’amour) où Ziad Rahbani composa une deuxième chanson pour Fairouz, Eddaysh Kan Fi Nass (Il y avait tant de monde) dans le style des grands classiques.
En 1974, les frères Rahbani jouèrent la comédie musicale Loulou au Piccadilly, où Fairouz tenait le rôle d’une prisonnière blanchie après quinze ans de prison mais qui menace tout son entourage d’une vengeance sanglante.
Le 13 avril 1975, la guerre civile éclata au Liban pendant que les frères Rahbani et Fairouz jouaient au Piccadilly Mays el-Rim, un village où deux familles se font la guerre et qui prennent Zayyoun (Fairouz) pour témoin, et dont l’ouverture du premier acte est restée l’une des plus importantes compositions de Ziad Rahbani (qui composa aussi une des chansons de la comédie, Habbou Ba'adoun — Ils se sont tant aimés).
En 1976, un spectacle de variétés fut monté à la foire internationale de Damas, et en 1977 les frères Rahbani composèrent Petra dont la première fut donnée à l'amphithéâtre romain d'Amman à l’occasion de l’anniversaire de l’accession au trône du Roi Hussein, et fut jouée par la suite à Damas, au Casino du Liban et au Piccadilly. Petra est la dernière comédie musicale qui unit les frères Rahbani à Fairouz.
En 1978, Fairouz et les Rahbani présentèrent un concert au London Palladium, et l’année suivante à l’Olympia de Paris , après une première série de concerts en avril 1979 aux Émirats Arabes Unis à  Charjah, qui marquèrent les derniers concerts où Fairouz chanta sous la direction d'Assy Rahbani.

### Les années 1980 et 1990: l’ère Ziad Rahbani

Fairouz en concert à Bercy 1988.

L’année 1979 voit la séparation du tandem artistique Fairouz-frères Rahbani et la naissance du premier album de Fairouz composé par son fils Ziad Rahbani: Wahdoun (Seuls). Il marque un tournant fondamental dans la carrière de la chanteuse: les arrangements jazzy mélés de mélodies orientales de son fils ont un style nouveau. Mais le public, habitué aux textes romantiques des frères Rahbani fut choqué par les textes crus et osés de Ziad et son humour noir. Cette polarisation des « anciens » et des « modernes » renaîtra avec chaque nouvel album de la chanteuse.
Le deuxième album de ce tandem dont la réputation devint très vite sulfureuse, ne verra le jour qu’en 1987, Maarefti fik (Notre rencontre). Très hétéroclite, il regroupe aussi bien des atmosphères orientales dans le style Rahbani que jazz. Entretemps, Assy Rahbani était mort le 21 juin 1986. Fairouz, peu de temps auparavant, se produisit au Royal Festival Hall de Londres, accompagnée de Ziad Rahbani au piano, qui écrivit aussi de nouvelles orchestrations pour les anciennes chansons de Fairouz. En 1988, Ziad Rahbani l’accompagna aussi pour un concert-évènement au Palais Omnisports de Paris-Bercy, à l’occasion duquel elle fut nommée commandeur des arts et des lettres par le ministre de la culture française de l’époque Jack Lang(Fairouz recevra la légion d’honneur à Beyrouth en 1998).
Son premier CD, « The Very Best of Fairouz », était publié en 1987 et contenait sa chanson emblématique « Aatini Al Nay Wa Ghanni » (« Donne-moi la flûte et chante ») avec le texte d'un poème de Khalil Gibran.
En 1991 sortit le troisième album de Fairouz et Ziad, Kifak Enta ? (« Comment vas-tu ? »), qui fit couler beaucoup d’encre. Les textes de Ziad Rahbani étaient décidément trop modernes pour le goût de certains qui refusaient d’écouter Fairouz déclarer son amour à un homme qu’elle savait marié (la chanson « Comment vas-tu ? » raconte l’histoire d’une femme qui rencontre son ancien amant désormais marié, et lui dit ouvertement qu’elle aimerait se remettre en ménage avec lui. Ces critiques virulentes laissèrent peu de place à l’appréciation de la musique que présentait Ziad Rahbani (toujours aussi hétéroclite), et ce n’est que des années plus tard que Kifak Enta? deviendra un « classique » de Fairouz, qu’elle chante dans presque tous ses concerts.
En 1994, Fairouz qui n’avait pas chanté au Liban depuis 1977, se produisit dans un méga-concert dans le centre-ville de Beyrouth et, en 1995, Ziad Rahbani et Fairouz présentèrent, en hommage à Assy Rahbani, l’album Ila Assi (À Assy), qui regroupa 19 des chansons de Fairouz et des frères Rahbani réorchestrées par Ziad Rahbani. Ce n’est qu’en 1999 que Fairouz sortit un nouvel album avec Ziad Rahbani, Mish Kayen Hayk Tkoun (« Tu as vraiment changé »). Cet album contenait aussi des chansons composées par le compositeur syrien Mohammed Mohsen.

### Les concerts au festival de Beiteddine
En 2000, Fairouz prépara son véritable come-back. Son concert de 1994 était fait de nostalgie plus que de musique, Fairouz ayant reçu des menaces par des intellectuels ayant présenté une pétition lui sommant de "ne pas chanter sur le dos d'un pays meurtri par la guerre", bien que Fairouz était pour eux quelqu'un "qu'ils respectaient car elle représentait le Liban", d'après le documentaire de France 2 "Fairouz fête la réconciliation libanaise" et l’anthologie qu’elle présenta au festival de Baalbeck en 1998, où elle chanta en playback pour la première fois. Son fils Ziad Rahbani, qui devait être de la partie, se retire du festival lorsqu'on lui demande de prétendre jouer au piano des morceaux pré-enregistrés, considérant cela une trahison du public. À la suite du succès de ses concerts au London Grand Hall les 12 et 13 mars 1994 en compagnie de l'Orchestre Royal Philharmonique de Londres, une tournée au Nord du Maroc en novembre 1994 a été annulée, alors que les billets avaient déjà commencé à être en vente, par manque de sérieux de l'organisation de l'agence marocaine chargée des concerts à Oujda d'où devait débuter la tournée pour célébrer le neuf centième anniversaire de la fondation de la capitale de l'est du pays. C’est alors que, en août 2000, elle présenta au festival de Beiteddine, accompagnée de son fils Ziad Rahbani et d’un orchestre symphonique composé de musiciens arméniens, français, hollandais et libanais, sous la baguette du compositeur arménien Karen Durgaryan, trois concerts dont le programme, choisi avec le plus grand soin, regroupait des anciennes chansons savamment réorchestrées (dont la fameuse La Inta Habibi - « Tu n’es plus mon amour ») ainsi que de nouveaux titres (dont le tout aussi fameux désormais, Sabah W Massa - « Matin et soir »). Par la siite, Fairuz avait reconquis un public jeune et convaincu les plus réticents.
L’été 2001, le même orchestre fut à Beiteddine pour Fairouz. Un nouvel album sortit en janvier 2002 Wala Kif (…Ni Comment), précédé en 2001 par l'enregistrement des concerts de Beiteddine 2000. En 2003, Fairouz revint avec le même orchestre une fois de plus à Beiteddine. Désormais, c’est cet orchestre, dont la plus grande partie est composée de membres de l’orchestre symphonique d’Erevan sous la direction de Karen Durgaryan, qui accompagne Fairouz dans ses tournées.
En 2006, la comédie musicale Sahh Ennom des frères Rahbani et Fairouz qui avait été représentée en 1970 connut une seconde vie : elle fut programmée pour ouvrir les festivités de Baalbeck qui fêtaient leur cinquantenaire. Mais la guerre menée par Israël qui éclata le jour même obligea Fairouz et Ziad Rahbani à remettre les représentations à plus tard. Ce n’est qu’en décembre 2006 que le public libanais eut la chance de découvrir au BIEL (Beyrouth) les nouvelles orchestrations de Ziad Rahani pour Sahh Ennom ainsi que le come-back d’une Fairouz comédienne. Fairouz, en tournée dans Sahh Ennom depuis 2006, joua à Damas en 2008 à guichets fermés pour neuf représentations, à Sharjah et à Amman.

### 2010-2017, des albums et un retour sur scène
Après quatre années d'absence de la scène libanaise, Fairouz se produit  au BIEL, à Beyrouth, les 7 et 8 octobre 2010. Son nouvel album Eh Fi Amal (L'Espoir fait vivre), composé par Ziad Rahbani, sort le 7 octobre. Il contient douze titres : huit titres inédits, deux compositions instrumentales et deux chansons réarrangées par Ziad Rahbani: Biktoub Ismak, et une ballade folk dont le compositeur est  anonyme, Bint Al Chalabiya, que les frères Rahbani avaient déjà adaptée pour Fairouz dans les années 1950.
En juin 2011, Fairouz donna un concert unique au Théâtre royal Carré d'Amsterdam, dans le cadre du Holland Festival. En décembre de la même année, Fairouz présenta cinq concerts dans le nouveau complexe polyvalent Platea, au nord de Beyrouth.
En 2017, Fairouz sort encore un nouvel album Bebalee. Elle y reprend de grands standards de la musique (My Way, Imagine, Don’t Cry For Me, Besame Mucho, Ma Cabane au Canada…)

### Ses concerts à l'étranger
Étant donné que les concerts et spectacles de Fairouz à Damas étaient quasi annuels, ils ne sont pas traités dans cette rubrique mais dans le corps du sujet, ci-dessus.

#### De 1961 à 1971
Fairouz chanta en Amérique du Sud (à Rio de Janeiro, São Paulo et Buenos Aires) avant même de chanter à Beyrouth, et ce en octobre 1961, pendant une tournée organisée par le comité du festival  de Baalbeck. Ce dernier organisa aussi deux concerts de Fairouz à Londres et à Manchester en mai 1962. En septembre 1963, Fairouz chanta à Amman pour la première fois, à l'amphithéâtre romain. En 1966, elle donna trois concerts dans la ville de Koweït, en février. En 1968, une grande tournée en Algérie fut organisée (Alger, Oran, Constantine et Annaba avec un passage à Tunis). Enfin, en 1970, Fairouz se produisit au Maroc (Rabat et Casablanca) en juillet. À l'automne 1971, une tournée d'un mois fut organisée pour Fairouz et la troupe des Rahbani en Amérique du Nord (11 dates aux États-Unis et au Canada) par l'Arab Forum for Art and Culture.

## Une œuvre protéiforme
Les frères Rahbani et Fairouz eurent une activité extrêmement riche dans les années 1960 et 1970 dans le domaine du théâtre du cinéma et de la télévision.

### Au théâtre
| Nom de la pièce                                     | Genre                             | Date de première | Lieu de première                   |
| --------------------------------------------------- | --------------------------------- | ---------------- | ---------------------------------- |
| Ayyam al-Hasad (Les jours de la moisson)            | Spectacle musical en deux actes   | 1957             | Festival international de Baalbeck |
| Ala'oursou Fi al-Qaria (Le mariage dans le village) | Spectacle musical en deux actes   | 1959             | Festival international de Baalbeck |
| Al Baalbakieh (La Baalbakiote)                      | Spectacle musical en quatre actes | 1961             | Festival international de Baalbeck |
| Jesr al-Kamar (Le pont de la lune)                  | Comédie musicale en deux actes    | 1962             | Festival international de Baalbeck |
| Al-Layl Wel Kandil (La nuit au fanal)               | Comédie musicale en un acte       | 1963             | Foire internationale de Damas      |
| Bayya'ah Al Khawatim (Le vendeur de bagues)         | Comédie musicale en deux actes    | 1964             | Festival des Cèdres                |
| Ayyam Fakhreddine (L'ère de Fakhreddine)            | Comédie musicale en deux actes    | 1966             | Festival international de Baalbeck |
| Hala Wel Malek (Hala et le Roi)                     | Comédie musicale en deux actes    | 1967             | Théâtre Piccadilly                 |
| Ash-shakhs (Son Excellence)                         | Comédie musicale en deux actes    | 1968             | Foire internationale de Damas      |
| Jibal al-Sawan (Les montagnes de silex)             | Comédie musicale en deux actes    | 1969             | Festival international de Baalbeck |
| Yaiche... Yaiche (Longue vie à sa Majesté...)       | Comédie musicale en deux actes    | 1970             | Théâtre Piccadilly                 |
| Sah En-nom (Bon réveil à vous!)                     | Comédie musicale en deux actes    | 1970             | Foire internationale de Damas      |
| Nass Min Warak (Gens en papier)                     | Spectacle musical en deux actes   | 1971             | Foire internationale de Damas      |
| Natourit Al Mafatih (La gardienne des clés)         | Comédie musicale en deux actes    | 1972             | Festival international de Baalbeck |
| Al Mahatta (La gare)                                | Comédie musicale en deux actes    | 1973             | Théâtre Piccadilly                 |
| Qasidet Hobb (Poème d'amour)                        | Spectacle musical en deux actes   | 1973             | Festival international de Baalbeck |
| Loulou                                              | Spectacle musical en deux actes   | 1974             | Théâtre Piccadilly                 |
| Mays Er-rim                                         | Spectacle musical en deux actes   | 1975             | Théâtre Piccadilly                 |
| Petra                                               | Spectacle musical en deux actes   | 1977             | Amphithéâtre romain d'Amman        |

N.B: Les spectacles musicaux ne contenaient pas ou peu de dialogues chantés. Ils étaient composés d'une suite de tableaux de chants et de danses, avec, pour quelques-uns des spectacles, comme Nass Min Warak, une trame qui unissait ces différents tableaux.

### Au cinéma
- 1965 : Biya el-Khawatim (Le Vendeur de bagues) de Youssef Chahine
- 1967 : Safar Barlek (L'Exil) d'Henri Barakat
- 1968 : Bint Al Hares (La Fille du Gardien) d'Henri Barakat

### À la télévision
- Al-Iswara (La Gourmette) 1962 et une deuxième version en 1967
- Ayyam A'talj (Les jours de neige) 1962
- Programme spécial à l'occasion du premier anniversaire de Télé-Orient en mai 1964
- Day'it Al Aghani (Le village des chansons) 1966
- Layali Es-saed (Nos nuits heureuses) 1966
- Al Quds Fi El Bal (Jérusalem dans mes pensées) 1967
- Dafater Ellayl (Les cahiers de la nuit) 1968
- Ma'a El Hikayat (Avec les histoires) 1970
- Sahra (Une veillée) 1971
- Qasidet Hobb (Poème d'amour : la comédie musicale filmée pour la télévision) 1973
- Loulou 1977
- Mays Errim 1977

## Discographie sélective
La discographie complète de Fairouz ne compte pas moins de cinquante titres.
- Rajioun, compilation (1950-1960), Voix de l’orient (VDLCD) 546.
- Jisr El Kamar, comédie musicale (1962), enregistrée au festival international de Baalbeck, VDLCD 645-646.
- Hala Wil Malik, comédie musicale (1967), enregistrée au théâtre Piccadilly, Beyrouth, VDLCD 536-537
- Sah Ennom, comédie musicale (1970), enregistrée à la foire internationale de Damas, VDLCD 636-637
- Safar Barlik et Bint Al Haris, bandes originales (1967-1968), VDLCD 535
- Mechwar, compilation (années 1960), VDLCD 627
- Fairuz in Petra (1978), Philips 6353525
- En concert à l'Olympia (1979), VDLCD 503-504
- En concert de Noël à Westminster (1986), VDLCD 515
- En concert au Royal Festival Hall de Londres (1986), VDLCD 509
- Kifak Inta (1991), Relax-in, EMI 528
- Ila Assi (1995), VDLCD 600
- En concert au festival de Beiteddine (2000), Relax-in/EMI
- Wala Kif (2002)
- Eh Fi Amal (2010)
- Bebalee (2017)

## Décorations
Décorations libanaises
- Grand cordon de l’ordre du Cèdre du Liban.
- Première classe de l'ordre du Mérite libanais.

Décorations étrangères
- Commandeure de la Légion d'honneur[32] ( France, 2020 ; Chevalière en 1998).
- Commandeure de l'ordre des Arts et des Lettres ( France, 1988).
- Grande officière de l'ordre suprême de la Renaissance ( Jordanie, 1997 ; Chevalière en 1975).
- Médaille de l'ordre de l'excellence culturelle ( Jordanie, 1968).
- Officière de l'ordre du Mérite civil ( Syrie, 1967).
- Grand cordon de l'ordre national du Mérite ( Tunisie, 1998)[33],[34].

## Hommages
En 2021, elle est l'une des personnalités présentées dans l'exposition "Divas: D'Oum Kalthoum à Dalida" à l'Institut du monde arabe à Paris.